# Гражданское право Канады
Гражда́нское пра́во Кана́ды — отрасль права, определяющая отношения между людьми или между людьми и организациями. В соответствии со статьёй 92 (13) Конституционного акта 1867 нормы гражданского права относятся к исключительному законодательству провинций. Эти нормы могут различаться в зависимости от провинции.

## История
Во всех провинциях, за исключением Квебека, гражданско-правовые принципы основываются на традиции общего права (англ. common law). Общее право действовало на территории Ньюфаундленда, Нью-Брансуика, Острова Принца Эдуарда и Новой Шотландии до создания конфедерации.
При этом на гражданское право Квебека оказала влияние континентальная европейская традиция, и на его территории действовал гражданский кодекс ещё в его бытность провинцией Канада. Сохранение на территории провинции Канада гражданского кодекса было закреплено после завоевания французской колонии Великобританией в «Акте о Квебеке» 1774 года. После разделения провинции Канада на Верхнюю и Нижнюю Верхняя Канада (ныне провинция Онтарио) вскоре перешла на общее право. В Нижней Канаде (позже провинция Квебек) гражданский кодекс сохранялся в первозданном виде до 1955 года, когда в нём начались мелкие изменения, и в 1994 году был принят новый Гражданский кодекс Квебека, в котором были интегрированы некоторые из принципов общего права.

## Отрасли
Гражданское право Канады подразделяется на:
- Торговое право
- Трудовое право
- Транспортное право
- Страховое право
- Аграрное право
- Авторское право на литературные и художественные произведения